# Буре, Павел Карлович
Павел (Павел-Эдуард) Карлович Буре (1810, Ревель, Российская империя (?) — 15 апреля 1882, Санкт-Петербург, Российская империя (?)) — русский часовой мастер, петербургский купец, основатель торговой марки «Павел Буре».

## Биография
Первые упоминания о фамилии Буре появляются в Российских источниках в 1815 году. Именно в это время владелец небольшого часового бизнеса, Карл Буре, переезжает из Ревеля в Санкт-Петербург вместе со своим пятилетним сыном Павлом. С раннего детства мальчик активно помогал отцу в ведении семейного дела, и, таким образом, не только познал основы предпринимательской деятельности, но и приобрёл знания о работе часовых механизмов.
В 1865 году имя Павла Карловича упоминается в «Справочной книге о купцах», где он представлен как «ревельский цеховой, 55 лет, в купцах с 1839 года». В эти годы старший сын Павла Карловича, — Павел Павлович — названный в честь отца, учился в Петропавловском коммерческом училище, чтобы уже в 1868 году стать компаньоном отца в ведении семейного дела. В 1874 году уже именно Павел Павлович приобретает большую часовую фабрику, расположенную в швейцарском городе Ле-Локле.
В 1876 году Павел Карлович удостаивается звания потомственного почетного гражданина за честное, усердное и добросовестное исполнение обязательств по Двору с 1839 года.
Умер 15 апреля 1882 года. Похоронен в Санкт-Петербурге на Смоленском лютеранском кладбище.